# María Teresa Borragán Rojas
María Teresa Borragán Rojas (Amusco (Palencia), 15 de octubre de 1893 - Ciudad de México, 23 de diciembre de 1961) fue una periodista, novelista y dramaturga española del primer tercio del siglo XX.

## Trayectoria
María Teresa Borragán nació en la localidad palentina de Amusco y en el año 1914 se trasladó a Madrid con su familia.  
La llegada a la capital supuso una oportunidad para ella al tener mayor acceso a los libros y la cultura, estableciendo contacto con el mundo literario y algunas instituciones como el Ateneo de Madrid. Allí asistió a los primeros debates feministas celebrados en esta casa.
Vivió en esta época, la creación de la AMNE (Asociación Nacional de Mujeres Españolas) y la primera manifestación feminista en Madrid en la primavera de 1921, dos hitos decisivos en la historia de la reivindicaciones de las mujeres en España. 
Ilusión fue su primera pieza dramática, estrenada en el año 1917 en el Teatro Principal de Palencia. Es una comedia escrita en prosa y compuesta de tres actos. El enfoque novedoso de la pieza radica en la oposición a los convencionalismos sociales, presentando valores como la independencia, la valentía y la seguridad en las propias convicciones. 
En A la Luz de la luna, presentada en 1918, muestra su intento de proclamar desde un escenario la necesidad de igualar las condiciones de vida entre hombres y mujeres, con la necesaria independencia de ellas.
Su obra reivindica la necesidad de una educación sexual para las mujeres y el derecho a no aceptar un matrimonio de conveniencia impuesto. Considera que estos aspectos son lacras que pueden hacer desgraciada la vida de las mujeres. Además, otra temática presente es la denuncia contra la corrupción política, siendo especialmente bien acogida por el público en general.
Sus comedias y tragedias fueron presentadas en el Teatro Principal de Palencia y en el Circo de Vitoria.
María Teresa Borragán tenía un carácter emprendedor que le llevó a crear una compañía teatral, en asociación con el abogado riojano y escritor Eduardo Barriobero y Herrán. Fue la directora y empresaria del Teatro Martín de Madrid entre los años 1924 y 1925. Intentó llevar a cabo un teatro cultural enfocado a representaciones de calidad.
En el año 1925, separada de su marido partió con su hija pequeña para México, en donde tuvo que ganarse la vida con el periodismo. En este país publicó ocho novelas, siendo la más exitosa la última de ellas, Wakarí (La flor hendida), de 1950. 
Falleció en Ciudad de México el 23 de diciembre en 1961 

## Obra[3]

### Teatro
- Ilusión. Madrid. Sociedad de Autores Españoles, 1917.[4]
- A la luz del a luna. Madrid. Sociedad de Autores Españoles, 1918.[4]
- La voz de las sombras. Madrid. Sociedad de Autores Españoles, 1924.[4]

### Prosa
- Los dioses futuros. Madrid, Imprenta de Antonio G. Izquierdo, 1921[4]
- La sonata del misterio. Coca (Segovia), Ramón García Impresor, 1923.[4]
- La madrecita. Novela contemporánea. México Herrero hermanos sucesores, 1927.
- Yacambó. México. Maleria, 1936.[5]
- Presas y paisajes del agro mexicano. México. A&S Photo/Graphics, 1938.[6]
- Leyendas mexicanas. México. Prometeo, 1943
- Wakarí (La flor hendda), México , 1950